# Caspar de Robles

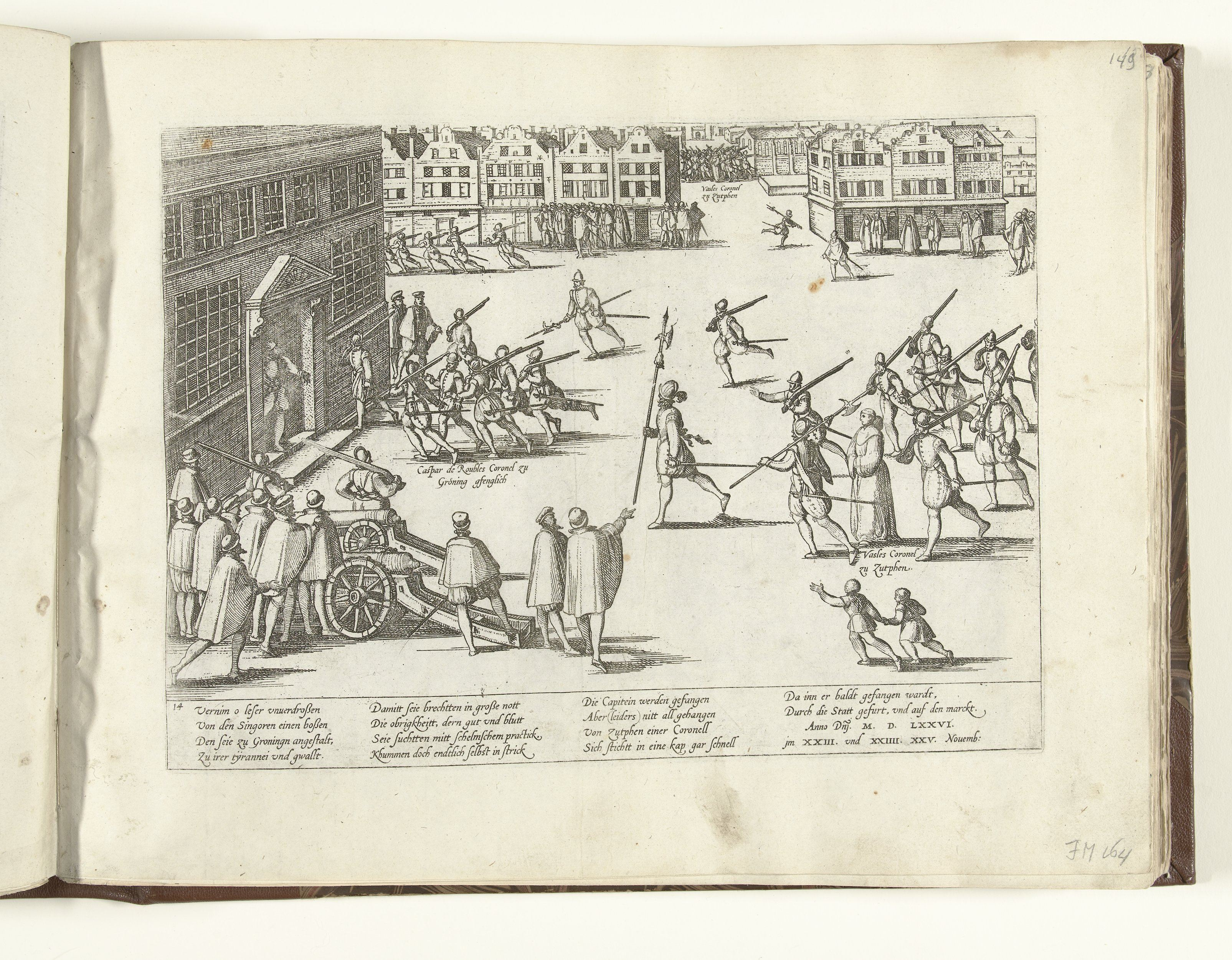
Arrestatie van de Spaanse stadhouder Caspar de Robles door eigen soldaten, in Groningen 23-25 november 1576. (Gravure van de Brabantse cartograaf Frans Hogenberg, gedrukt in Keulen.)

Caspar de Robles en Leyte of Gaspard di Robles (Porto, 1527 - Antwerpen, 5 april 1585) ook wel genoemd Van Billy, naar een plaats in Artesië , was stadhouder van Friesland, Groningen en Drenthe aan het begin van de Tachtigjarige Oorlog (regeerperiode: december 1573 - november 1576; vanaf juni 1572 was De Robles al plaatsvervangend stadhouder geweest).

## Afkomst
Caspar was de zoon van João Lopes de Robres (of Robles) en Maria de Leyte. Zijn vader was een Spaanse ridder in de Orde van Christus, die zich vanuit Robres in de Portugese havenstad Porto had gevestigd in huize (casa) en paleis (palacio) Robres aldaar. Mogelijk kwam Maria uit een plaats genaamd Leyte, maar een dergelijke plaats bestaat thans niet meer in Spanje. Dona Maria was waarschijnlijk de min van koning Filips II van Spanje. Hij trouwde in 1558 met Jeanne de Saint-Quentin, vrouwe van Billy, en werd daardoor eigenaar van kasteel en landerijen in Billy, ten zuiden van Rijsel.

## Vroeg optreden

De foltering aan de wipgalg

Kolonel De Robles verbleef in Brussel toen Alva hem ervan op de hoogte stelde dat bij de Slag bij Heiligerlee Lodewijk van Nassau het Spaanse leger van stadhouder Arenberg had verslagen. Graaf Adolf van Nassau (1540-1568) en graaf Arenberg sneuvelden. De Robles kreeg opdracht met vijf vendels soldaten naar Groningen te trekken. Alva volgden hem met zijn soldaten en samen (5000 man) namen ze deel aan de Slag bij Jemmingen waarbij Lodewijk van Nassau maar net wist te ontsnappen. Daarna werd De Robles gestationeerd in de stad Groningen en belast met het uitbreiden van de verdediging met een citadel naar het voorbeeld van Antwerpen, en met het bestrijden van de watergeuzen die de Eems en de Wadden onveilig maakten.
Opvolger van de gesneuvelde Arenberg werd Karel van Brimeu, graaf van Megen. Deze stierf in januari 1572 waarna Gilles van Berlaymont, heer van Hierges werd benoemd. Luitenant-stadhouder was Zeger van Groesbeek, die kort na Van Megen stierf. Op 26 juni 1572 werd kolonel De Robles luitenant-stadhouder van Hierges.

## Wreed optreden
In maart 1572 hadden soldaten van De Robles geuzen van Vlieland verdreven. Daarbij zouden 46 geuzen zijn gesneuveld en 37 gevangen zijn genomen. Van de gesneuvelde geuzen werden de hoofden afgehakt en in een ton in het zout gelegd, de rompen werden in zee gesmeten. De ton en de gevangenen werden naar Groningen gebracht. Daar hield De Robles een triomfantelijke intocht, waarbij de gevangenen de afgehakte hoofden van hun dode makkers moesten meedragen. Nadat De Robles enkele gevangenen zonder vorm van proces had geëxecuteerd dwong hij de Raad van de stad Groningen de anderen te berechten en het vonnis te voltrekken. Daarbij werd de wipgalg gebruikt. Over het gebruik van dit martelwerkruig, soms door De Robles persoonlijk, had de stad Groningen zich al in 1570 beklaagd bij de keizer op de Rijksdag in Spiers. Het had niet geholpen.

## Zeedijkgeschillen
Caspar de Robles zit vooral in het collectieve geheugen als beslechter van meningsverschillen over de bijdrage aan het zeedijkonderhoud. Dat is grotendeels ten onrechte. Tijdens zijn aanwezigheid in de noordelijke Nederlanden (1569-1576) werd het gebied getroffen door minstens tien zware stormen en stormvloeden. De beruchtste was de Allerheiligenvloed van 1 november 1570. Deze teisterde de kust van noordwestelijk Europa van Vlaanderen tot Denemarken. Ook in Friesland en Groningen verdronken veel mensen en de schade was enorm.
Een van de zwaarst getroffen waterschappen was de Contributie Der Vijfdeelen zeedijken binnen- en buitendijks, die verantwoordelijk was voor de dijken tussen Makkum en Het Bildt. Een jaar eerder was door de raadsheren van het Friese Hof besloten dat de hand-en-spandiensten van de dijkplichtigen werden afgeschaft en dat alle dijkwerk zou worden aanbesteed. Dijkplicht was betaalplicht geworden, maar dit keer zouden de boeren failliet gaan als ze het geld voor de aannemers zouden moeten opbrengen. Tegen de zin van het Hof gingen de boeren met eigen personeel aan het werk om ten minste de gaten in de zeedijken te dichten.
Binnen dit waterschap werkten twee groepen dijkplichtigen samen: buitendijkers, de bewoners van het gebied dat bij een zeedijkdoorbraak direct onder water kwam te staan, en binnendijkers, bewoners van het gebied achter de slaperdijk de Slachte. Buitendijkers werden veel zwaarder belast dan binnendijkers: de omslag over hun pacht was drie keer die van de binnendijkers. De buitendijkers vroegen Alva om voor deze keer allen een gelijke omslag op te leggen en ze kregen hun zin. Maar nadat de binnendijkers een delegatie naar Brussel hadden gestuurd draaide Alva zijn beslissing terug.
Vervolgens kreeg stadhouder Van Megen de opdracht de geschillen op te lossen en na diens dood werd kolonel De Robles op 15 maart 1572 voorzitter van de geschillencommissie. Hij slaagde er voorlopig niet in de geschillen te beslechten en hij kreeg bovendien de handen vol aan het bestrijden van de geuzen in Friesland. Vervolgens werd hij ingezet bij het beleg van Haarlem. Bij zijn terugkeer in de zomer van 1573 hadden zijn commissieleden de oplossing voor de geschillen rond: de regeling van 1569 zou van kracht blijven, maar totdat de dijken op de door de dijksvolmachten gewenste hoogte waren gebracht zou de gelijke omslag gelden. Daarna kregen binnen- en buitendijkers conform hun wens elk een eigen helft in onderhoud zodat samenwerken niet meer nodig was.

## Zeedijkherstel

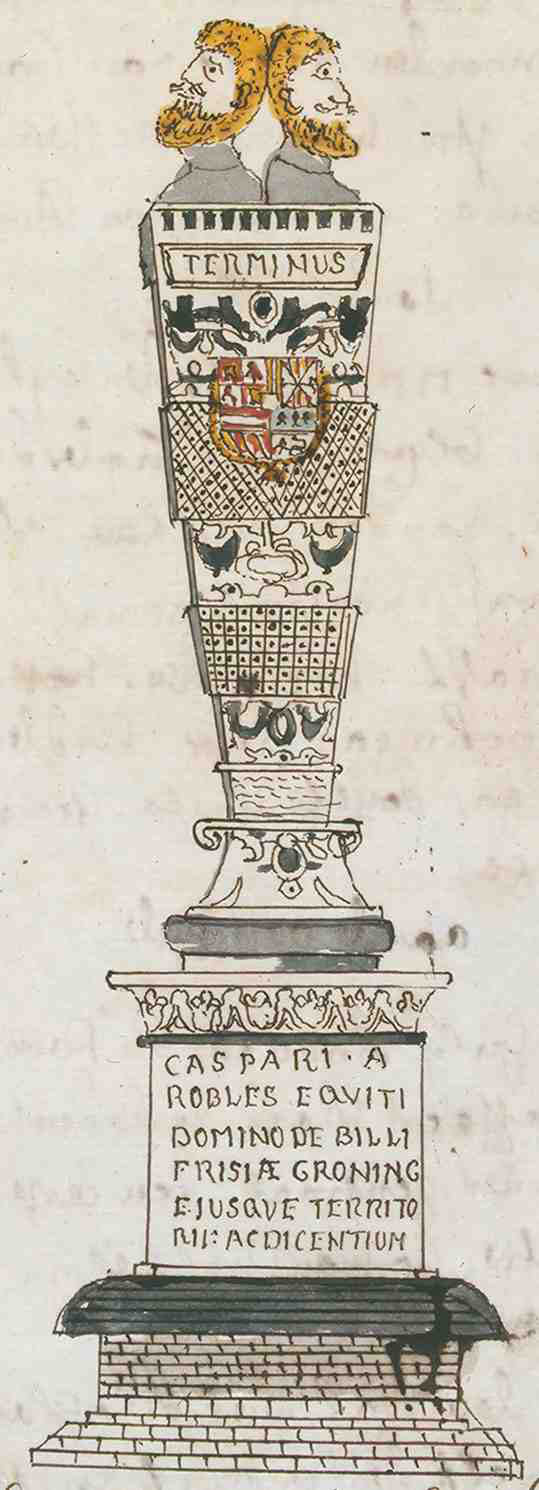
Terminus of Stenen man - Reiziger beschreef het origineel in 1710: de haren waren verguld (uit: Atlas Schoemaker)

Onder leiding van dijkgraaf Ruurd van Roorda werd in het voorjaar van 1572 grootscheeps aan het verdere dijkherstel gewerkt. De inval van de geuzen in Friesland bemoeilijkte het werk. Nadat De Robles de dijkgraaf gevangen had gezet wegens wederspannigheid kwam het werk stil te liggen. Pas in april 1573 werd hij vrijgelaten omdat hij onmisbaar was voor het dijkherstel. De zomerstormvloed in augustus 1573 maakte alle werk ongedaan en grote stukken van de Vijfdeelenzeedijken konden niet meer worden gerepareerd. Op die plekken moesten nieuwe dijkgedeelten meer landinwaarts worden opgeworpen. Noord en zuid van Harlingen was dat ook het geval.
Omdat vanaf oktober 1573 de watergeuzen de Zuiderzee beheersten, was een aanval op Harlingen niet denkbeeldig. Waarschijnlijk was dat de reden dat De Robles zich in 1574 enige tijd direct met de gedeelten bij Harlingen bemoeide. Hij liet het dijkwerk op militaire leest organiseren, zodat een eventuele opstand van de 3000 dijkwerkers kon worden beteugeld. De kwaliteit van het dijkwerk leed eronder en in juni 1574 droeg De Robles het werk formeel over aan de capabele dijkgraaf Ruurd van Roorda.
De Robles planning om de nieuwe dijkgedeelten in drie maanden gereed te hebben op twaalf voet hoogte werd op geen stukken na gehaald en in 1575 besloot het Hof dat tien voeten hoog genoeg was om binnen- en buitendijkers elk hun helft in onderhoud te geven. Buitendijkers protesteerden dat ze een dijkhelft in onderhoud kregen die niet aan de afspraken voldeed, binnendijkers waren tevreden en zij betaalden de kosten van de monumentale grenspaal (terminus, later de Stenen Man) die twee raadsheren van het Hof hadden bedacht.

## Stadhouderschap
De Robles kon met enige moeite de opstand van de Friese steden neerslaan. In tegenstelling tot Holland had Friesland slechts kleine steden die ook vaak geen verdedigingswerken hadden. Hij concentreerde zijn manschappen in de blokhuizen van Leeuwarden, Harlingen en Stavoren. In Dokkum kwam er steun voor de geuzen uit de bevolking  bij het verjagen van de Spaanse troepen. Als represaille liet De Robles zijn manschappen in de stad moorden en plunderen. De Dokkumer Hendrik Bra was ooggetuige: ‘Nu ging het op een plunderen, branden en moorden. De Kolonel had bevel gegeven niets en niemand te ontzien. Een vreselijk bloedbad werd er aangericht: het bloed tapte van de straten in de Ee!’.. Dit staat bekend als de Waalse Furie in Dokkum. Bolsward, Sneek en Franeker, die zich al voor de prins van Oranje hadden verklaard, gaven zich daarop over aan de koninklijke troepen.
Hij ondersteunde Fadrique Álvarez de Toledo met iets minder dan 1.000 Waalse soldaten tijdens het Beleg van Haarlem. Op of rond 23 mei 1573 raakte hij lichtgewond door een schot uit een roer. In november 1573 werd Robles benoemd tot stadhouder en kapitein-generaal van Friesland, Groningen en Drenthe.
In de loop der jaren werd De Robles steeds meer gehaat, door vriend en vijand. De Spaanse soldaten ontvingen al maanden geen soldij en waren erg ontevreden en hij vroeg Alva om een vergoeding voor zijn werk. In 1576 ging hij naar Groningen, waar een gezant van de Staten-Generaal was opgepakt. Deze François Martini Stella probeerde de bestuurders en het garnizoen achter de Pacificatie van Gent te krijgen. De Robles liet hem pijnigen, maar kreeg niet meer uit hem dan dat hij "gekomen was, om de Wethouderschap ter algemeener Dagvaart te noodigen".
Stella wist zijn bewaarders te overreden hem vrij te laten, waarna hij het hele garnizoen de eed liet afleggen op de Staten-Generaal, gebruik makend van hun ontevredenheid over de achterstallige soldij. Bovendien hadden ze ook vanwege zijn persoonlijke wreedheid genoeg van hem: ‘wiens oplopende wrede aard zo ver ging, dat hij soms zelf uitvoerder der straffen was en om een beuzeling iemand met het rapier doorstak.’ De Robles werd op 23 november 1576 gevangengenomen door zijn eigen soldaten. Dat was het einde van de macht van Caspar de Robles in het noorden van de Lage Landen.

## Einde
Caspar de Robles kwam om in 1585 bij het Beleg van Antwerpen. Gedurende het beleg hadden de Spanjaarden een brug van boten aangelegd om de Schelde te blokkeren en de stad uit te hongeren. Staatse troepen probeerden tevergeefs de blokkade te doorbreken, en tijdens een poging wisten ze met de schepen "Fortuin" en "Hoop" volgeladen met buskruit, tegen de blokkade aan te varen en tot ontploffing te brengen. De explosie eiste de levens van minstens 800 Spaanse soldaten, waaronder dat van De Robles, die tegen een paal werd verpletterd.

## Mythevorming

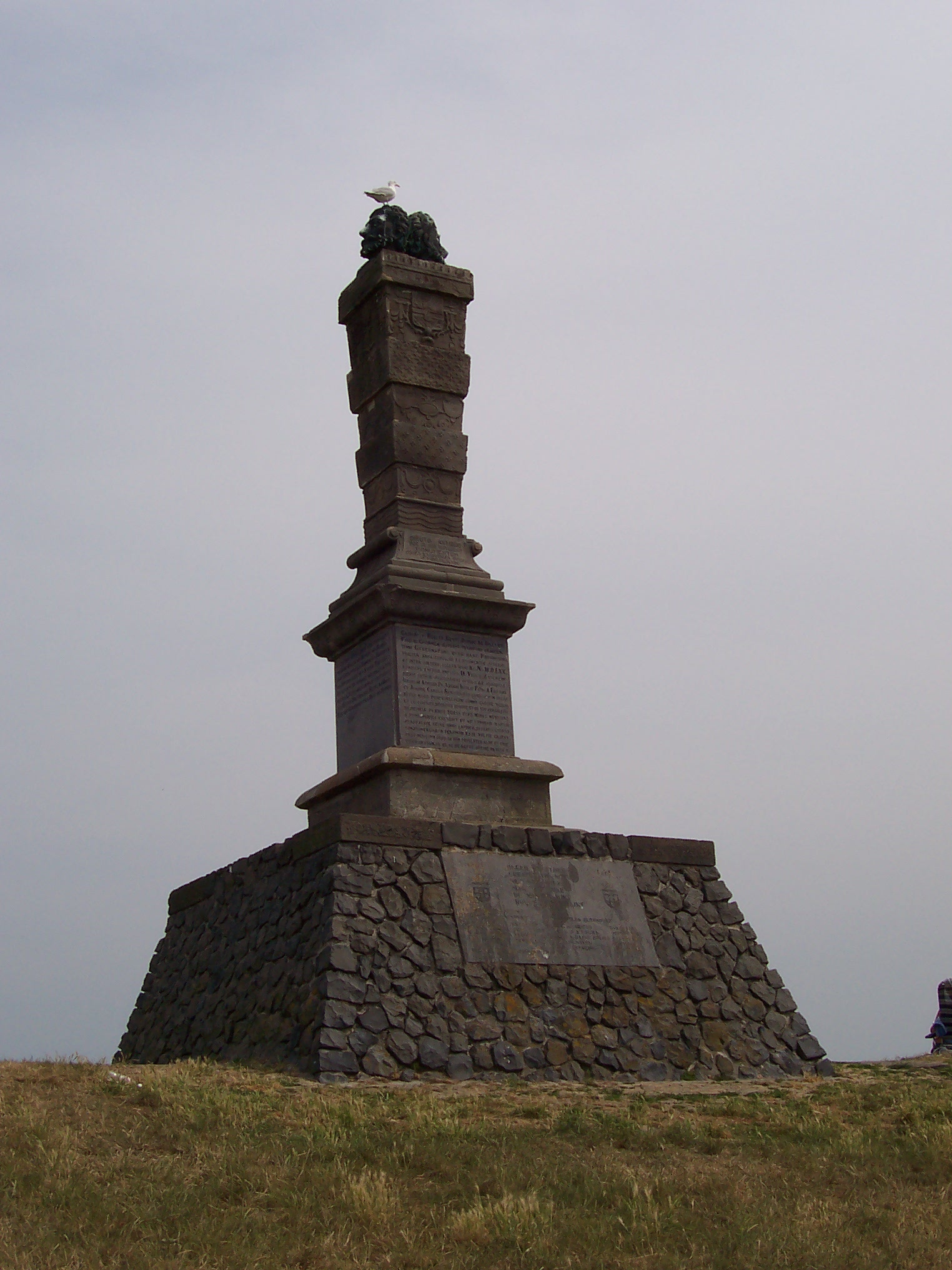
Replica uit 1774 van monumentale grenspaal uit 1576, de Stenen Man, ook wel (ten onrechte) standbeeld van Caspar de Robles genoemd

In bijna alle geschriften over de periode dat Caspar de Robles in de noordelijke Nederlanden was, domineert het verhaal over zijn rol bij de Friese zeedijken. Kort gezegd: na de Allerheiligenvloed van 1570 verwaarloosden de Friezen door onderlinge meningsverschillen hun dijken jarenlang, de zeer harde hand van Caspar de Robles (oprichten van galgen, wegwerpen vrijstellingsbrieven) dwong hen hun dijken te herstellen. Daarna waren ze hem onnoemlijk dankbaar en richtten een gedenkteken voor hem op. In werkelijkheid waren de Friezen natuurlijk niet zo dom om hun bestaan op het spel te zetten door jarenlang hun land onder zout water te laten staan. In de door stormen en stormvloeden geteisterde periode werkten ze hard aan de dijken en besteedden ze extreem hoge bedragen aan dijkmateriaal.
De rol van Caspar de Robles bij de Friese zeedijken was vrij beperkt. Het oplossen van de geschillen gebeurde door zijn adviseurs, als stadhouder ondertekende hij in 1574 enkele ordonnanties over dijkherstel en als kapitein-generaal bemoeide hij zich kort met de dijken direct bij Harlingen. Het Spaansgezinde bestuur heeft in de Latijnse tekst op de Stenen Man propaganda gemaakt voor Caspars bestuurlijke kwaliteiten door hem na de Allerheiligenvloed de nieuwe dijken in drie maanden te laten opwerpen. Deze verdraaiing van de werkelijkheid was de basis voor een mythevorming die hem vanaf de achttiende eeuw de rol gaf van een doortastende leider die de Friezen had leren dijken.
Kolonel De Robles was tijdens de Allerheiligenvloed niet in Friesland, maar in Groningen. Hij zou daar met zijn manschappen de leiding hebben genomen bij het redden van de drenkelingen en hij zou bovendien tijdelijke vrijstelling van belasting hebben gevraagd volgens P.C. Bor en P.C. Hooft. Maar De Robles zelf schreef aan Alva op 9 november 1570 dat de burgers van de stad Groningen naar het platteland waren gegaan om hulp te bieden en dat wat daar gebeurde alleen aan hun grote ijver was te danken. Toch wordt nog steeds de versie van Bor en Hooft verteld, die van De Robles niet.
Omstreeks 1725 bleek De Robles voor veel schrijvers de Friese dijker en graver te zijn. Hij zou het Kolonelsdiep van het Bergumermeer tot aan Stroobos hebben laten graven. Nu was De Robles in 1575 wel betrokken bij een plan om vanaf de stad Groningen een vaarverbinding te maken naar de Lauwers, de grensrivier tussen Friesland en Groningen, maar dat plan is waarschijnlijk in 1576 niet geheel uitgevoerd. In elk geval werd hetgeen dat in het Groningse Westerkwartier doorgraven was, na Caspars gevangenneming weer dicht gegooid. Over bemoeienis van De Robles met het Friese Kolonelsdiep is nergens iets vastgelegd.